# Jules Quicherat

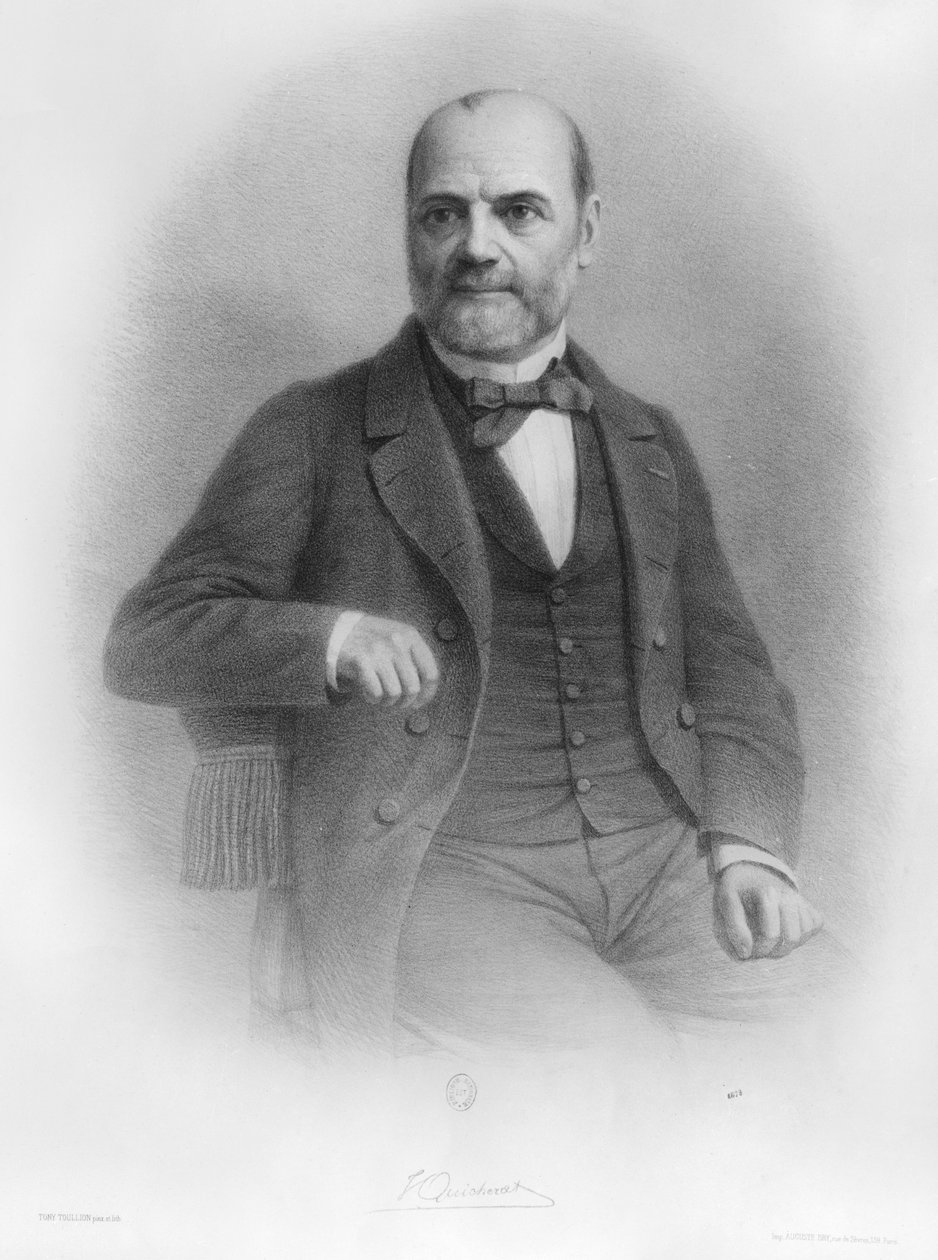
Jules Quicherat

Étienne Julien Joseph Quicherat (geb. 13. Oktober 1814 in Paris; gest. 8. April 1882 ebenda) war ein französischer Historiker.

## Leben
Jules Quicherat absolvierte das berühmte Collège Sainte-Barbe in Paris, wo er bei Jules Michelet studierte, der ihm die Leidenschaft für Geschichte übermittelte. Quicherat würdigte seine Schule mit der dreibändigen Histoire de Sainte-Barbe (1860–1864).
Er war Professor an der École des chartes und begründete die Société de l’Ecole des chartes, in deren Zeitschrift (Bibliothèque) er zahlreiche historische Arbeiten veröffentlicht hatte.
Quicherats Hauptwerk ist die Monographie Procès de condamnation et réhabilitation de Jeanne d’Arc (Prozess der Verurteilung und Rehabilitierung von Jeanne d’Arc; Paris, 1841–1849, in 5 Bänden), in der er zahlreiche historische Werke und Dokumente veröffentlichte. Er schrieb auch die Histoire du costume en France (1874) und andere Werke. Quicherat starb am 8. April 1882 in seiner Geburtsstadt.
Nach seinem Tod wurden seine Mélanges d’archéologie et d’histoire mit einer Biographie im Anhang (Paris, 1885–1886) veröffentlicht.
Seine mehr als dreißigjährige Tätigkeit (1847–1878) als Professor für Diplomatik und Archäologie machte Quicherat zum Lehrer praktisch aller führenden französischen Mittelalterhistoriker der 2. Hälfte des 19. Jahrhunderts.
Er war der Bruder des Klassischen Philologen Louis Marie Quicherat (1799–1884).

## Veröffentlichungen (Auswahl)
- Procès de condamnation et de réhabilitation de Jeanne d’Arc. 5 Bände, 1841–1849. Band 1 (archive.org), Band 2 (archive.org), Band 3 (archive.org), Band 4 (archive.org), Band 5 (archive.org).
- Aperçus nouveaux sur l’histoire de Jeanne d’Arc. 1850 (archive.org).
- Thomas Basin. 1855–1859.
- L’Alésia de César rendue à la Franche-Comté. 1857 (books.google.fr).
- Histoire de sainte Barbe. 1860–1864, Band 1 (archive.org), Band 2 (archive.org), Band 3 (archive.org).
- De la formation française des anciens noms de lieu. 1868.
- Histoire du costume en France, 1875
- Rodrigue de Villandrando. L’un des combattants pour l’indépendance française au quinzième siècle. 1879 (archive.org).
- posthume Sammlung: Mélanges d’archéologie et d’histoire. (1885–1886), enthält die Notice sur l’Album de Villard de Honnecourt architecte du XIIIe. (verfasst im Jahr 1849, Volltext [Wikisource]).